# Peter Laird (scénariste)
Pour les articles homonymes, voir Laird (homonymie).
Peter Laird, né le 27 janvier 1954 à North Adams dans l'État du Massachusetts, est un auteur américain de bande dessinée.

## Biographie
Peter Laird commence à dessiner très jeune, et cet intérêt devient plus important lorsqu'il découvre les comics de Jack Kirby et ceux de Barry Windsor-Smith. De fait, après ses études à l'université du Massachusetts, il essaie de percer comme illustrateur ou dessinateur de comics. C'est après sa rencontre avec Kevin Eastman que le succès arrive. Ensemble, ils créent en 1984 Tortues Ninja qu'ils auto-éditent en fondant dans le même temps la société Mirage Studios. En 1992 il crée la fondation Xeric pour aider les auteurs de comics qui veulent s'auto-éditer.

## Récompenses
- 2000 : prix humanitaire Bob-Clampett